# Doença respiratória
As doenças respiratórias são as que afetam o trato e os órgãos do sistema respiratório. Os factores de risco são tabagismo, a poluição, a exposição profissional a poluentes atmosféricos, as condições alérgicas e doenças do sistema imunitário, entre outros.
No mundo todo, as doenças que acometem o sistema respiratório ocupam o posto de terceira causa de morte. Dentre as doenças mais comuns que acometem o aparelho respiratório estão as broncopatias, as pneumopatias, os transtornos respiratórios e a fístula do trato respiratório.

## Doenças
- Hipersensibilidade respiratória;
- Infecções respiratórias;
- Doenças da traqueia;
- Laringopatias
- Doenças pleurais;
- Anormalidades do sistema circular;
- Neoplasias do trato respiratório

### Pulmões
Os pulmões são órgãos que compõem o sistema respiratório, responsáveis pelas trocas gasosas entre o ambiente e a corrente sanguínea. São dois órgãos de formato piramidal, sendo estes os principais órgãos do sistema respiratório dos humanos.

As doenças pulmonares mais comumente observadas são:
- Doença pulmonar obstrutiva crônica (DPOC)
- Bronquite
- Enfisema
- Asma
- Câncer de pulmão
- Rinite
- Sinusite
- Tuberculose
- Gripe H1N1
- Pneumonia
- Pneumotórax
- Fibrose pulmonar
- COVID-19
- SARS
- MERS